# Tentativas de golpes de Estado na Líbia em 2014
Duas tentativas de golpes de Estado ocorreram em 2014 pela forças leais ao Maj. Gen. Khalifa Belqasim Haftar, o Comandante das Forças Terrestres Líbias.

## Fevereiro de 2014
Haftar supostamente tomou o controle das principais instituições da Líbia, na manhã de 14 de fevereiro, antes de anunciar na televisão que havia suspendido o Congresso Geral Nacional, o governo e a Declaração Constitucional. Haftar alegou estar trabalhando em nome da Aliança Republicana Líbia, e também que as forças leais a ele estavam em Trípoli, embora também tenha ressaltado que não estava tentando um golpe de Estado, mas "uma correção para o caminho da revolução." 

## Reação
Apesar da declaração, de acordo com o The Independent parecia haver presença militar mínima em Trípoli,  uma reivindicação apoiada pela Reuters. O embaixador dos Estados Unidos para a Líbia, Safira Deborah, também divulgou um comunicado afirmando que não parecia haver nenhuma solidez na declaração de Haftar. 
O ministro da Defesa líbio, Abdullah Al-Thinni, respondendo à declaração, afirmou que a alegação de Haftar que forças leais a ele estavam em Trípoli era uma mentira, e também alegou que Haftar não tinha legitimidade. Thinni também reiterou que havia um mandado de prisão para Haftar por motivos de planejar um golpe de Estado. 
Da mesma forma, o primeiro-ministro Ali Zeidan anunciou na televisão pública que "nós não vamos deixar ninguém sequestrar a revolução líbia", acrescentando que o Comando Militar, com a ajuda de milícias pró-governo, ordenaram a prisão de Haftar.

## Maio de 2014
A partir de 18 de maio de 2014, foi relatado que o edifício do parlamento teria sido invadido por tropas leais ao general Haftar, supostamente incluindo a Brigada de Zintane,  no que o governo líbio descreveu como uma tentativa de golpe. 